# KADOKAWA Contents Academy
KADOKAWA Contents Academy，是角川集團旗下的海外動漫人才培育學校。

## 歷史概要
- 2013年10月22日，株式會社KADOKAWA設立全資子公司KADOKAWA International Edutainment株式会社（KADOKAWA International Edutainment Co., Ltd.），計劃以東南亞諸國為中心，進行包括動畫師、漫畫家、聲優等職業在內的動漫產業人才培育。[1]
- 2014年1月24日，KADOKAWA International Edutainment在台灣設立首家子公司台灣角川國際動漫股份有限公司（KADOKAWA International Edutainment (TAIWAN) Co., Ltd.），負責台灣地區教育事業的營運。[2]
- 2014年4月23日，在新加坡設立當地法人KADOKAWA Academy Singapore Pte. Ltd.。[3]
- 2014年6月16日，變更商號為KADOKAWA Contents Academy株式会社（KADOKAWA Contents Academy Co., Ltd.）。[4]
- 2014年7月3日，以「Entertainment content School」為定位的海外動漫人才培育學校KADOKAWA Contents Academy宣布正式開校，未來計劃在亞洲包括台灣、新加坡、印度、馬來西亞、菲律賓、中國、泰國、印尼、越南、香港在內，共10個國家和地區開設分校。「Content School」事業預定由角川集團、紀伊國屋書店、IMAGICA、學研控股、東京大学、武士道、AMUSEMENT MEDIA綜合學院（日语：アミューズメントメディア総合学院）等企業和教育機構共同組成「Global School Partnership」，提供諸如課程與教材開發、日語教學、作品展銷、event（日语：イベント）、Content制作OJT、日本留學服務等各項服務。[5]
- 2015年7月22日，在泰國設立當地法人KADOKAWA CA (THAILAND) CO.,LTD.。[6]

## 海外發展

### 台灣

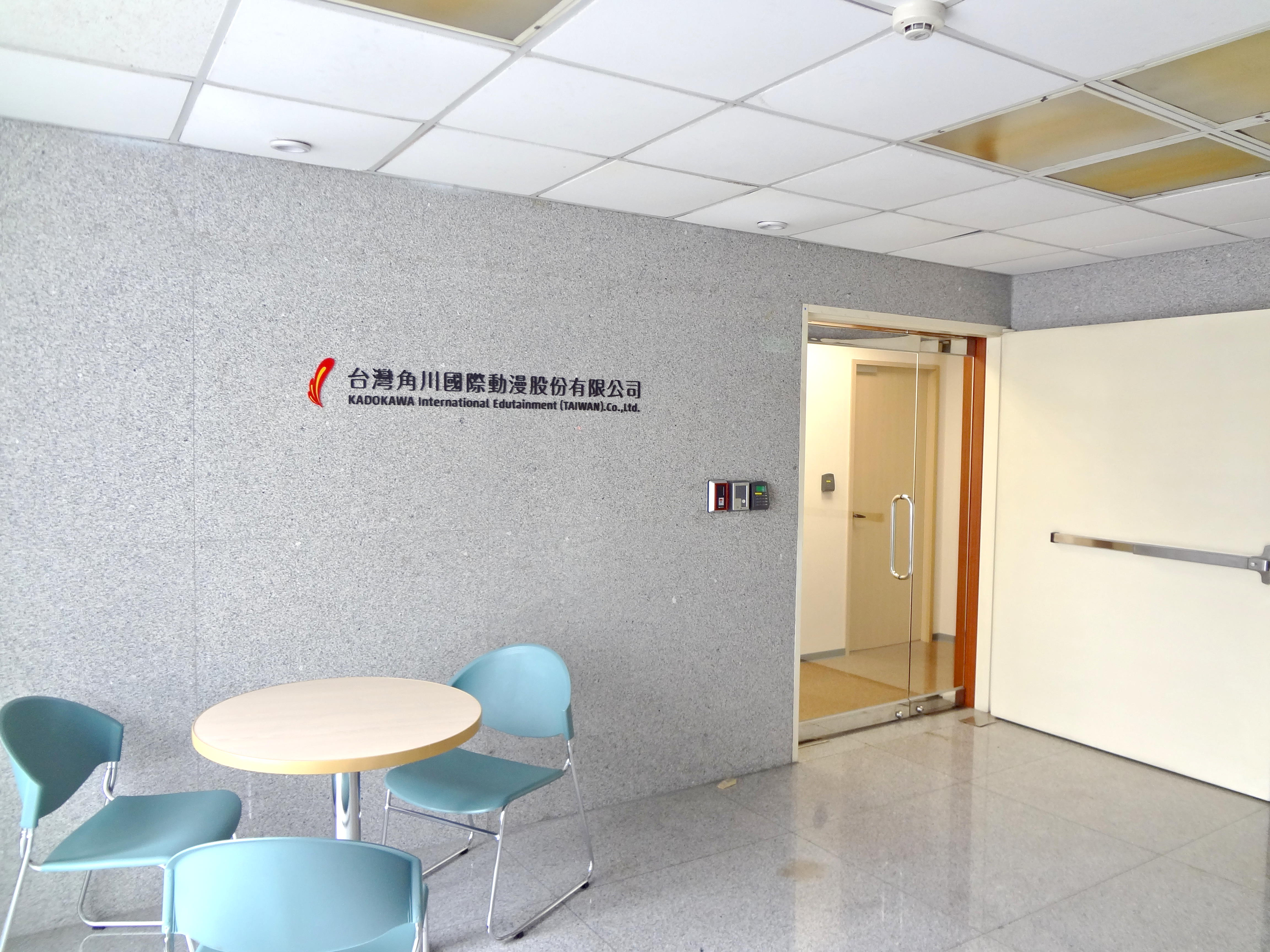
台灣角川國際動漫總部，位於中國人壽館前大樓12樓

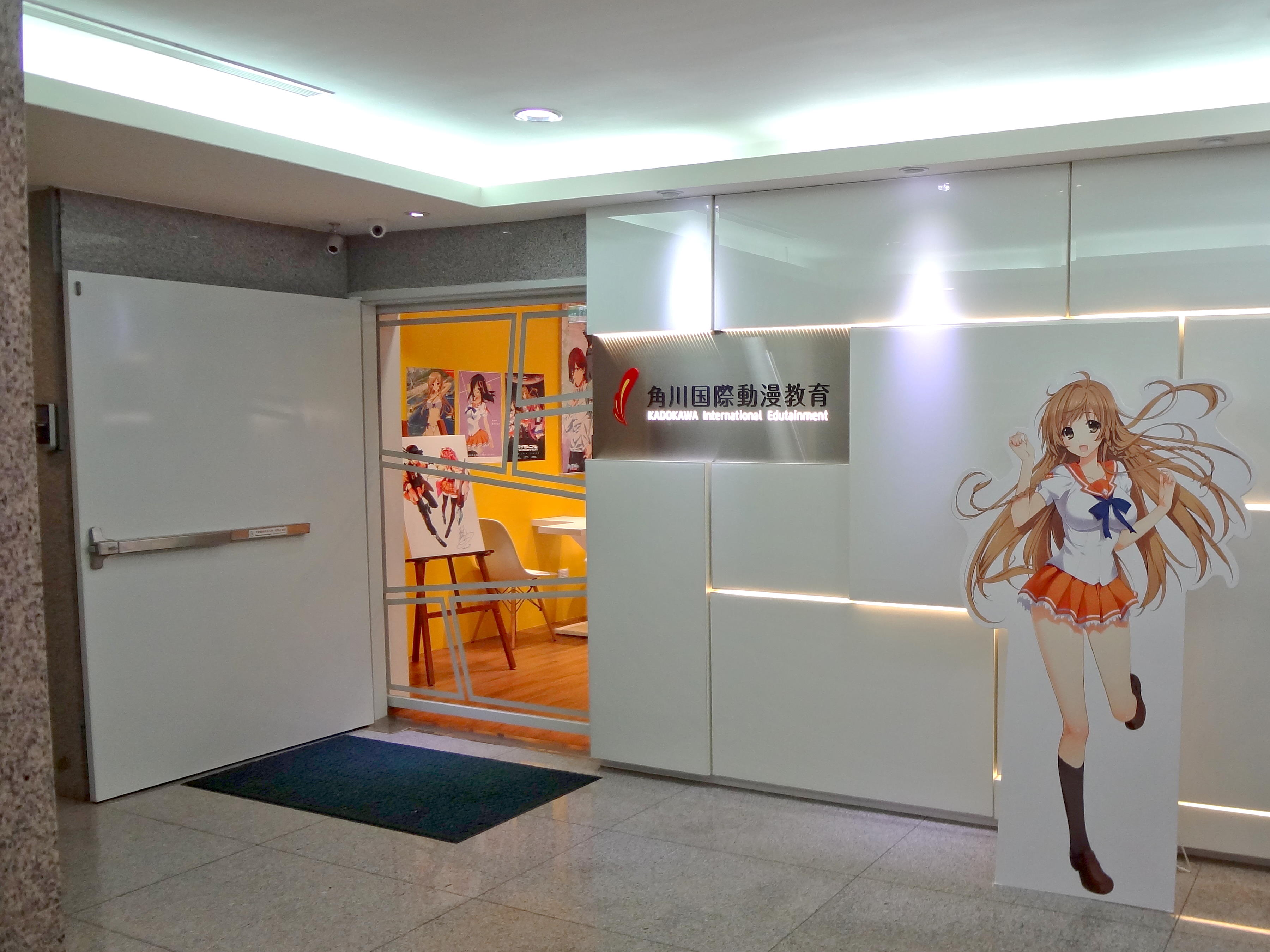
角川国際動漫教育台灣分校，位於中國人壽館前大樓7樓

台灣角川國際動漫股份有限公司（KADOKAWA International Edutainment (TAIWAN) Co., Ltd.），是KADOKAWA Contents Academy的台灣子公司，2014年1月24日成立，以「角川国際動漫教育」為品牌，負責台灣KADOKAWA Contents Academy的營運。2019年起，台灣角川國際動漫每年與長榮大學共同舉辦「創意X原創Vtuber角色設計大賽」。2023年5月2日，台灣角川國際動漫更名「創羽國際動漫股份有限公司」（KCA International Edutainment (TAIWAN) Co., Ltd.），是KCA Japan的台灣子公司，品牌改為「創羽國際動漫教育」。

#### 分校資訊
- 地址：台北市中正區館前路43號7樓（中國人壽館前大樓）
- 課程：目前開設漫畫課程、角色設計課程和卡片遊戲插畫家課程，2014年9月開課。

## 相關項目
- 角川集團
- 台灣角川

## 外部連結
- （日語） http://www.kadokawa-ca.co.jp/ （页面存档备份，存于）
- YouTube上的KADOKAWA International Edutainment頻道
- （繁體中文） 角川際動漫教育 （页面存档备份，存于）
- 角川際動漫教育的Facebook專頁
- 角川動漫教育的Plurk專頁